# Cotesia vestalis
Cotesia vestalis är en stekelart som först beskrevs av Alexander Henry Haliday 1834.  Cotesia vestalis ingår i släktet Cotesia och familjen bracksteklar. Arten är reproducerande i Sverige. Inga underarter finns listade i Catalogue of Life.